# Kvarteret Fanjunkaren

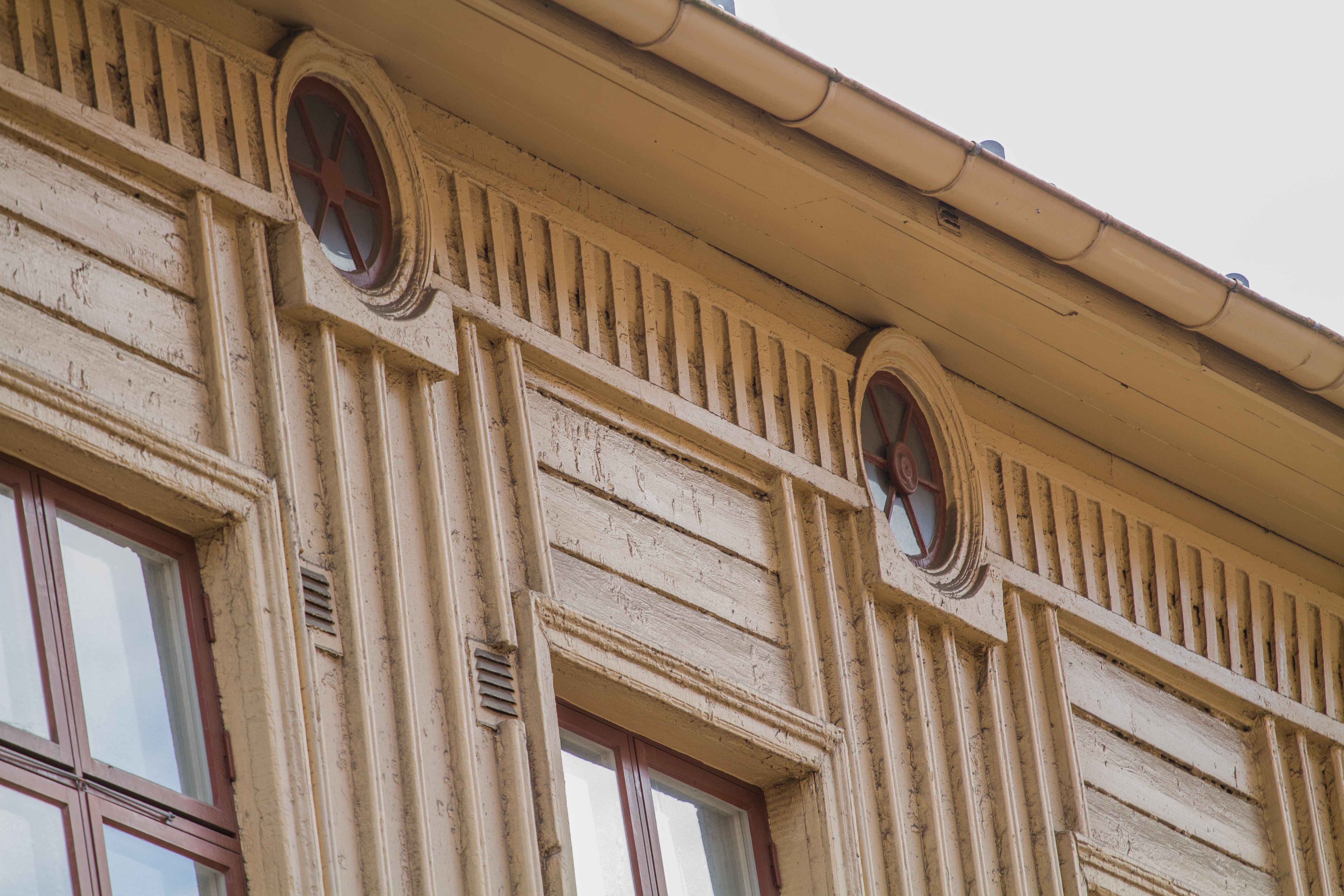
Kvarteret Fanjunkarens landshövdingehus har locklistpanel med ovanlig profil och en rad runda vindsfönster.

Kvarteret Fanjunkaren med adresserna Landsvägsgatan 4 och Haga Nygata 2 – Landsvägsgatan 6 i Haga i Göteborg har fastighetsbeteckningen Haga 8:3. Kvarteret är byggnadsminne sedan 24 oktober 1995.
Kvarteret om- och nybyggdes 1992–93. Det omfattar två äldre bostadshus, ett trähus och ett landshövdingehus. Trähuset uppfördes 1849 och har ett exponerat läge mot Landsvägsgatan. Det är i tre våningar och har locklistpanel med ovanlig profil och en rad runda vindsfönster. Landshövdingehuset tillkom 1881. Stora skyltfönster togs upp i båda husen på 1920-talet.

## Historik
Landsvägsgatan 4 - Byggnaden är ett av de sista bevarade trevåningshusen av trä och utgör ett led i utvecklingen mot landshövdingehus. I huset finns värdefulla delar från tre olika tidsperioder. Gårdsfasaden och gatufasadens övre del med sin originella panel och eleganta runda vindsfönster samt vindsrummet har bibehållit sin ursprungliga karaktär sedan huset var nybyggt 1849. Vid en ombyggnad på 1870-talet tillkom det utanpåliggande trapphuset och panelen med tillhörande utsmyckning på gatufasadens mellanvåning. Bottenvåningens butiksfasad, entréhallens väggmålning och delar av lägenheternas fasta inredning, bland annat paneler och skåp, tillhör perioden 1925–30.
Haga Nygata 2 och Landsvägsgatan 6 - Byggnaden, som uppfördes 1881, tillhör den första generationens landshövdingehus, från perioden 1875–85. Kännetecknande för det tidigaste landshövdingehusen var de relativt flacka sadeltaken och fasadernas enkla klassicistiska dekor. Från omkring 1885 blev brutna, branta tak helt dominerande. Detta landshövdingehus tillhör de första, som fick ett brutet tak och är därigenom särskilt intressant.
Byggnaden är i huvudsak bevarad sedan tillkomsten. I samband med den senaste ombyggnaden, 1992-93, har endast små förändringar gjorts i 3- och 4-rumslägenheternas planlösningar. Dessa är därför välbevarade exempel på de större bostäder, som undantagsvis inreddes i landshövdingehusen. Särskilt värdefulla interiörer har huvudtrapphusets entréhall och de två stora hörnlägenheterna. Entréhallen har golv med ursprungliga klinkerplattor och rekonstruerade vägg- och takmålningar från tiden när huset byggdes. Hörnlägenheterna innehåller ett stort rum med kakelugnar och tre fönster i rad längs Haga Nygata. I dessa lägenheter finns även skafferier med delvis bevarad inredning.